# Polygone gracile
Polygonia gracilis
Espèce
Synonymes
- Grapta gracilis Grote & Robinson, 1867[1]
- Nymphalis gracilis (Grote & Robinson, 1867)[1]

Le Polygone gracile (Polygonia gracilis) est une espèce de lépidoptères de la famille des Nymphalidae, de la sous-famille des Nymphalinae, de la tribu des Nymphalini et du genre Polygonia.

## Systématique
L'espèce Polygonia gracilis a été décrite en 1867 par Augustus Radcliffe Grote et Coleman T. Robinson (d) sous le protonyme de Grapta gracilis.

## Liste des sous-espèces
- Polygonia gracilis gracilis
- Polygonia gracilis zephyrus (Edwards, 1870)

## Noms vernaculaires
Le Polygone gracile se nomme Hoary Comma en anglais et sa sous-espèce Polygonia gracilis zephyrus, Zephyr Anglewing.

## Description

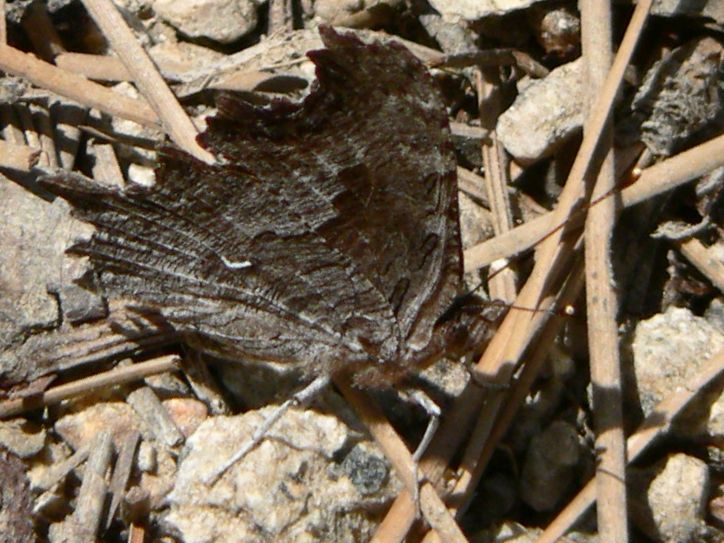
Revers d'un Polygone gracile.

Le Polygone gracile est un papillon aux ailes très découpées comme tous les Polygonia. Le dessus est de couleur orange foncé avec quelques ornementations de taches marron et une bordure marron ornée de taches jaunes aux postérieures dont la base est suffusée de marron.
Le revers, à partie basale marron terne et partie distale argentée, est une livrée cryptique, faisant passer le Polygone gracile pour une feuille morte. Il s'orne d'une marque argentée en forme d'étroite virgule.
Son envergure est comprise entre 37 et 57 mm,,

### Chenille
La chenille est marron foncé, ornée d'épines rouges dans la partie antérieure et blanches dans la partie postérieure.

## Biologie

### Période de vol et hibernation
Le Polygone gracile vole d'avril à octobre.
L'imago émerge en juillet ou août, vole jusqu'en septembre octobre puis hiverne et vole à nouveau au début du printemps jusqu'en juin .

### Plantes hôtes
Les plantes hôtes des chenilles sont des Ribes dont Ribes cereum, Ribes inerme, Ribes sanguineum; des Azalea dont Menziesia glabella et des Rhododendron dont Rhododendron occidentale,.

## Écologie et distribution
Le Polygone gracile est présent en Amérique du Nord, de l’Alaska jusqu’en Nouvelle-Angleterre en passant par le sud du Canada. Au sud, il est présent des Montagnes Rocheuses jusqu’à l’océan Pacifique,. Sa présence au Canada concerne tout le pays à partir du sud de la toundra et aux USA, concerne tout l'ouest du pays, le centre de l'Alaska et les Montagnes Rocheuses, jusqu'aux états du Montana, du Dakota du Nord, du Dakota du Sud, du Colorado et du Nouveau-Mexique et la zone frontière avec le Canada.

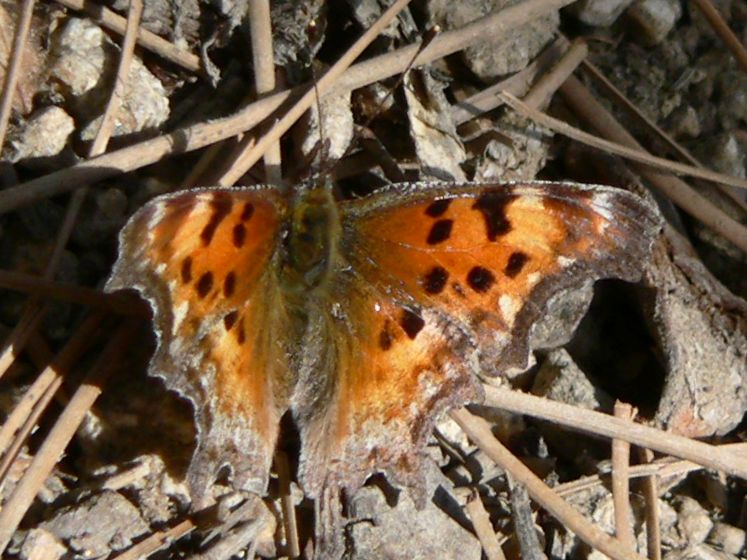
Polygone gracile

### Biotope
Le Polygone gracile réside en forêt.

### Protection
Pas de statut de protection particulier bien qu'il soit assez rare dans certaines parties de son habitat, en périphérie.